# Маду, Жан Батист
Жан-Батист Маду (фр. Jean-Baptiste Madou; 3 февраля 1796, Брюссель — 31 марта 1877, там же) — бельгийский живописец, ученик Бриса и Ж. Франсуа в Брюссельской академии художеств.

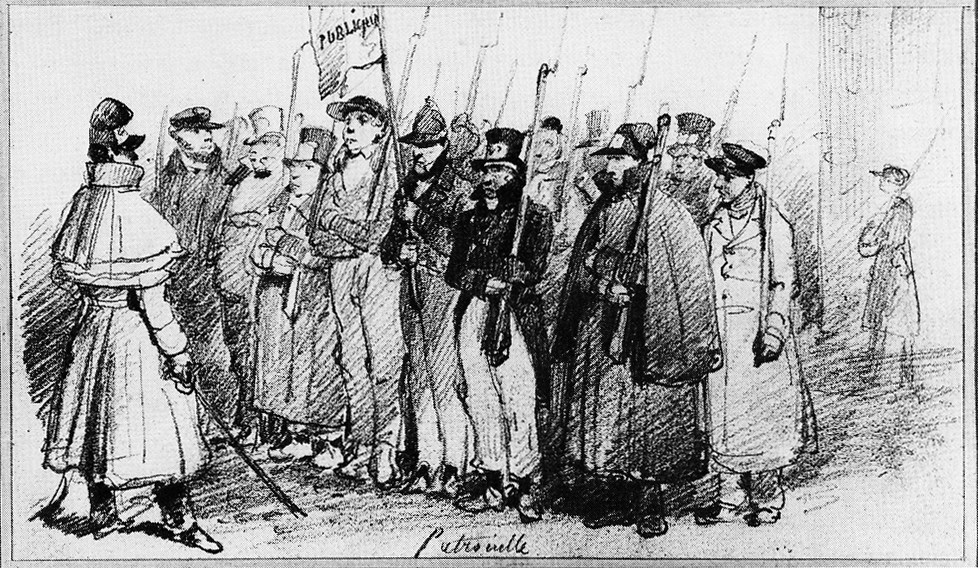
Патруль

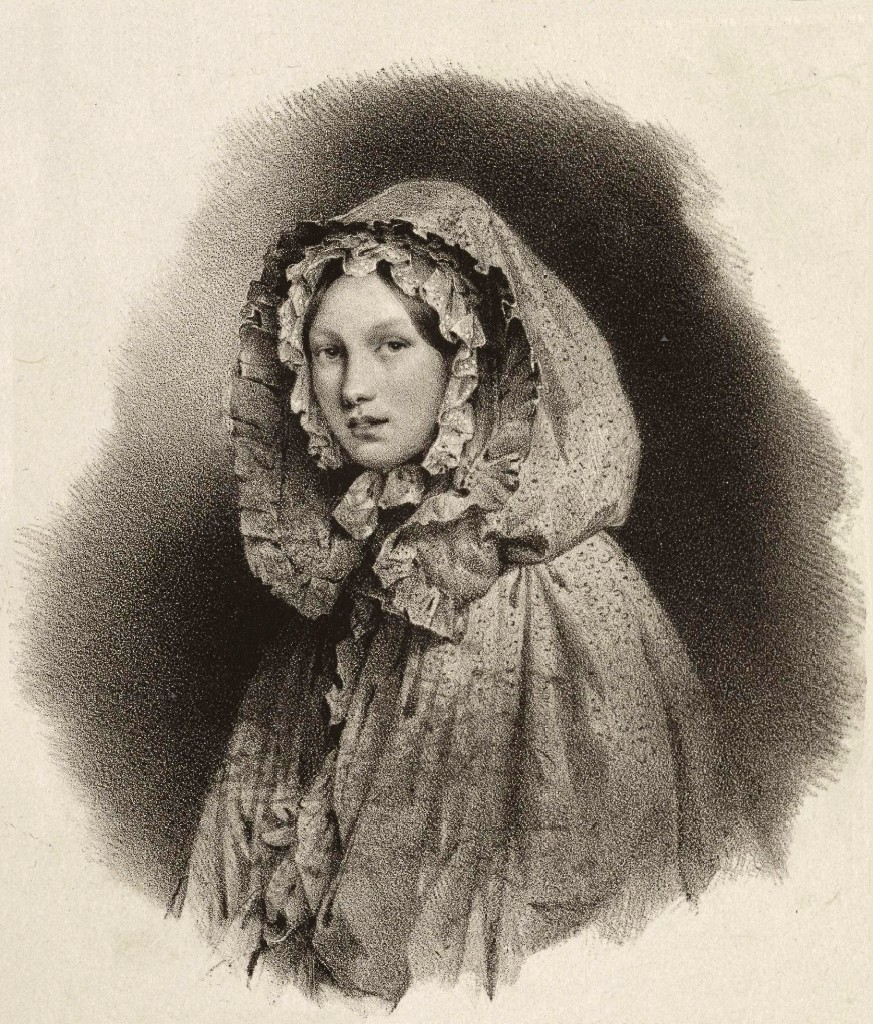
Молодая девушка

Начал работать как литограф и издал несколько альбомов с рисунками, исполненными им на камне. В первых из них, вышедших в свет в 1825-1827 годах («Живописные виды Бельгии», 202 листа, «Жизнь Наполеона», 144 листа, «Бельгийские и нидерландские костюмы, старинные и новые») карандаш Маду ещё робок, но уже несёт печать его индивидуальности, зато в последующих литографических работах, изданных в Париже и изображающих различные народные сцены и жизнь европейского общества от Людовика IX до времени жизни Маду, он является художником, вполне овладевшим всеми тонкостями искусства. В числе этих изданий особенно отличаются «Сцены из жизни живописцев фламандской и голландской школы» (1840), ряд жанровых композиций на сюжеты, заимствованные из истории, отчасти анекдотической, нидерландского искусства. Оригиналы этих композиций были дополнены акварелью, в которой Маду был настоящим мастером. Писать масляными красками Маду начал с 1839 года.
Его многочисленные картины, исполненные как водяными, так и масляными красками, изображают преимущественно быт простого народа, буржуазии и высших классов общества в Бельгии в XVIII столетии. В них художник показал много знаний и воображения, но как колорист он не достигал до того блеска и свежести красок, какими были в последующем бельгийские живописцы конца XIX века, а фактура его письма, старательная и тонкая, не имеет смелости и ширины, столь ценимых последующим искусством. При всём этом за картинами Маду навсегда сохранится значение истинно художественных произведений.
Акварели Маду очень ценились, но составляли при жизни художника большую редкость, потому что он их никогда и никому не продавал. Рассеялись они по публичным и частным собраниям только после их распродажи, происходившей после его кончины. Маду был членом Бельгийской академии.